# Everlange
Everlange är en ort i Luxemburg.   Den ligger i distriktet Diekirch, i den centrala delen av landet, 22 kilometer nordväst om huvudstaden Luxemburg. Everlange ligger 249 meter över havet och antalet invånare är 370.
Terrängen runt Everlange är platt åt sydost, men åt nordväst är den kuperad. Everlange ligger nere i en dal.  Närmaste större samhälle är Ettelbruck, 13,4 kilometer nordost om Everlange. 
I omgivningarna runt Everlange växer i huvudsak blandskog. Runt Everlange är det ganska tätbefolkat, med 116 invånare per kvadratkilometer.